# Weidenblättriger Baldrian
Der Weidenblättrige Baldrian (Valeriana saliunca) oder Felsschutt-Baldrian ist eine Pflanzenart aus der Gattung Baldriane (Valeriana) in der Unterfamilie der Baldriangewächse (Valerianoideae) innerhalb der Familie der Geißblattgewächse (Caprifoliaceae).

## Beschreibung

### Erscheinungsbild und Laubblatt
Der Weidenblättrige Baldrian wächst als ausdauernde, krautige Pflanze, die Wuchshöhen von 2 bis 15 Zentimetern erreicht. Die kurze, holzige Grundachse ist vielfach verzweigt und besitzt eine stämmige Pfahlwurzel. Die oberirdischen Teile dieser wohlriechenden Pflanze sind kahl. Es sind mehrere unverzweigte Stängel vorhanden.
Die Laubblätter sind immer in einer grundständigen Rosette angeordnete gestielte Grundblätter und manchmal auch sitzende, gegenständig angeordnete Stängelblätter. Die einfachen und ganzrandigen Blattspreiten der Grundblätter sind spatelförmig, verkehrt-lanzettlich oder linealisch-lanzettlich. Die Stängelblätter fehlen oder stehen mit einfachen, selten dreigeteilten, lanzettlichen oder linealen und ganzrandigen Blattspreiten in einem Paar und selten in zwei Paaren. Nebenblätter fehlen.

### Blütenstand, Blüte und Frucht
Die Blütezeit liegt im Juli und August. Die Blüten stehen in mehr oder weniger einfachen, dichten zymösen Blütenständen.
Die zwittrigen Blüten sind fünfzählig mit doppelter Blütenhülle. Die fünf Kelchblätter sind verwachsen und enden in fünf Kelchzähnen, die in der Blüte eingerollt sind und sich bei zunehmender Fruchtreife zu einem behaarten, pappusähnlichen Strahlenkranz ausdehnen. Die fünf rosafarbenen Kronblätter sind zu einer trichterförmigen, an der Basis leicht vorspringenden und tief rosafarbenen Kronröhre verwachsen, die in fünf ungleichen Kronlappen endet. Es sind drei Staubblätter vorhanden. Drei Fruchtblätter sind zu einem unterständigen, dreikammerigen Fruchtknoten verwachsen, von denen nur eine Kammer fertil ist. Ein einzelner Griffel endet in einer dreiteiligen Narbe.
Die bei einem Durchmesser von 5 bis 6 Millimeter dick blasenförmige Frucht ist eine Nussfrucht.

### Chromosomenzahl
Die Chromosomenzahl beträgt 2n = 16.

## Vorkommen, Gefährdung und Schutz
Die Areale des Weidenblättrigen Baldrians liegen nur in den Alpen mit Schwerpunkt Westalpen und im zentralen Apennin. Es gibt Fundortangaben für Frankreich, die Schweiz, Italien und Österreich.
Der Weidenblättrige Baldrian besiedelt Felsspalten und steinige Magerrasen in Höhenlagen von 1800 bis 2700 Metern.
Die ökologischen Zeigerwerte nach Landolt & al. 2010 sind in der Schweiz: Feuchtezahl F = 2 (mäßig trocken), Lichtzahl L = 4 (hell), Reaktionszahl R = 4 (neutral bis basisch), Temperaturzahl T = 1 (alpin und nival), Nährstoffzahl N = 2 (nährstoffarm), Kontinentalitätszahl K = 3 (subozeanisch bis subkontinental).
Der Weidenblättrige Baldrian kommt im österreichischen Nordtirol und im italienischen Südtirol selten vor und gilt in Österreich als potentiell gefährdet. Die Schweizer Bestände werden als gefährdet bewertet. In Frankreich wird der Weidenblättrige Baldrian als geschützte Art geführt.

## Taxonomie
Die Erstveröffentlichung von Valeriana saliunca erfolgte 1785 durch Carlo Allioni in Flora Pedemontana sive Enumeratio Methodica Stirpium Indigenarum Pedemontii. Band 1, Seite 3. Ein Synonym für Valeriana saliunca All. ist Valeriana supina DC.